# Gekijōban Kādokyaputā Sakura
Gekijōban Kādokyaputā Sakura (劇場版カードキャプターさくら, Gekijōban Kādokyaputā Sakura, em inglês:  Cardcaptor Sakura: The Movie) é um filme de anime japonês dirigido por Morio Asaka e produzido pela Madhouse e Bandai Visual. O filme é baseado na série de anime e mangá da CLAMP, Cardcaptor Sakura. O filme foi escrito por Nanase Ohkawa, a escritora principal da Clamp, e lançado nos cinemas japoneses em 21 de agosto de 1999. Ganhou o Feature Film Award em 1999 na Animation Kobe. O segundo filme, Cardcaptor Sakura Movie 2: The Sealed Card, foi lançado em 2000. Situado entre a primeira e segunda temporada do anime, o filme mostra Sakura e seus amigos indo para Hong Kong, onde eles encontram um fantasma vingativo que foi ferido por Clow Reed no passado.

## Produção
Os mesmos produtores do anime Cardcaptor Sakura também produziram o filme Cardcaptor Sakura: The Movie. O filme foi animado por Madhouse, produzido pela Bandai Visual, dirigido por Morio Asaka, escrito por Nanase Ohkawa da Clamp, e os personagens desenhados por Kumiko Takahashi, que se baseou nos desenhos em ilustrações originais da Clamp. O director de arte do filme foi Katsufumi Hariu, e houve três directores de animação: Hitoshi Ueda, Kumiko Takahashi e Kunihiko Sakurai. A música foi produzida por Takayuki Negishi, e o director de som foi Masafumi Mima.

## Lançamento
Cardcaptor Sakura: The Movie foi lançado em VHS, LD e DVD no Japão pela Bandai Visual em 25 de fevereiro de 2000. O filme foi re-lançado em 25 de novembro de 2000 em VHS, 25 de maio de 2007 em DVD em dois discos com o filme Sakura Card Captors - A Carta Selada, e em 22 de dezembro de 2009 em DVD. A Nelvana lançou a versão americana do filme dublada pela Ocean Studios, mantendo o mesmo nome e a história da dublagem do anime Cardcaptors, apesar de ter sido dublada visualmente sem cortes e lançada em duas edições editadas e sem cortes. Assim como no anime, Pioneer Entertainment também lançou o filme em home vídeo com o áudio original em japonês e legendas em inglês. Ambas as versões editadas e não editadas foram lançadas em VHS e DVD em 26 de março de 2002. Discotek Media lançou o disco do filme em Blu-ray e DVD em 30 de setembro de 2014 na América do Norte.
A canção tema do filme é "Tōi Kono Machi de" (遠いこの街で, "In This Distant City") cantada por Naomi Kaitani. O single contendo a canção foi lançado em 11 de agosto de 1999 por Victor Entertainment. A banda sonora original do filme foi lançada em 25 de agosto de 1999 por Victor Entertainment contendo um disco e 30 faixas.